# Electribe

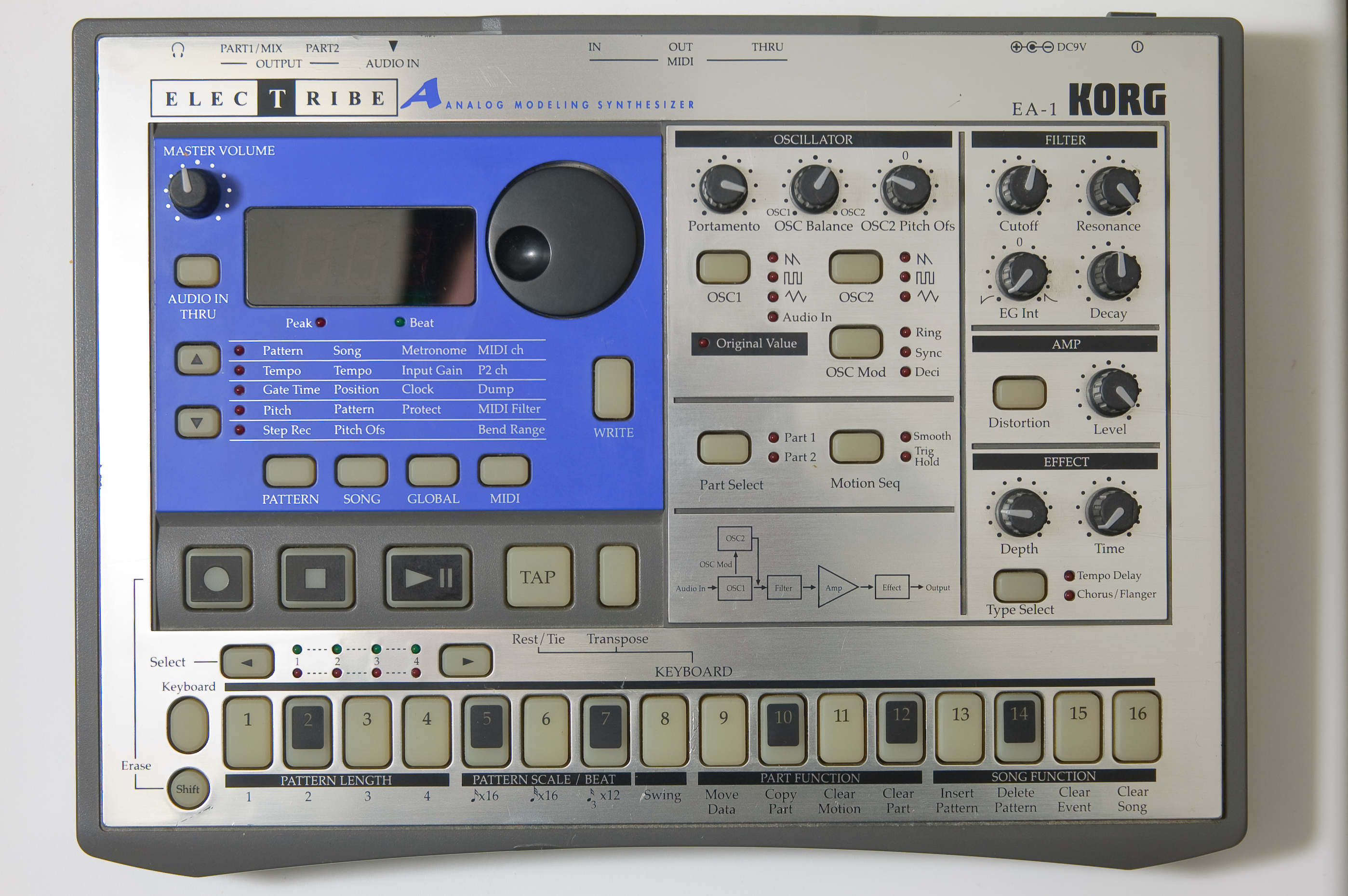
Electribe A (EA-1)

Electribe est le nom donné à un groupe d'instruments de musique électroniques produits par Korg. Depuis ses débuts avec l'Electribe R à l'ESX- 1, cette série comprend deux synthétiseurs à modélisation analogique et machines à échantillons de batterie qui peuvent être programmés à la manière d’une boîte à rythmes. La génération des sons peut se faire via la modélisation de modules de synthèse analogique ou la lecture d'échantillons audio. L’utilisateur peut ainsi créer un motif rythmique avec des sons percussifs, mais aussi des lignes de basse. Ces machines hybrides font partie de la famille des Groovebox.

## Models
1ère generation

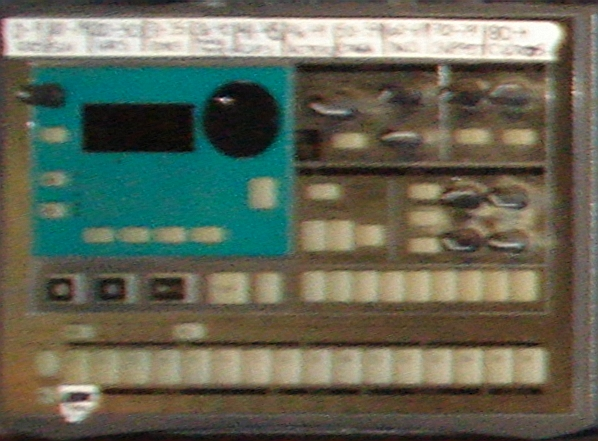
Electribe S (ES-1)

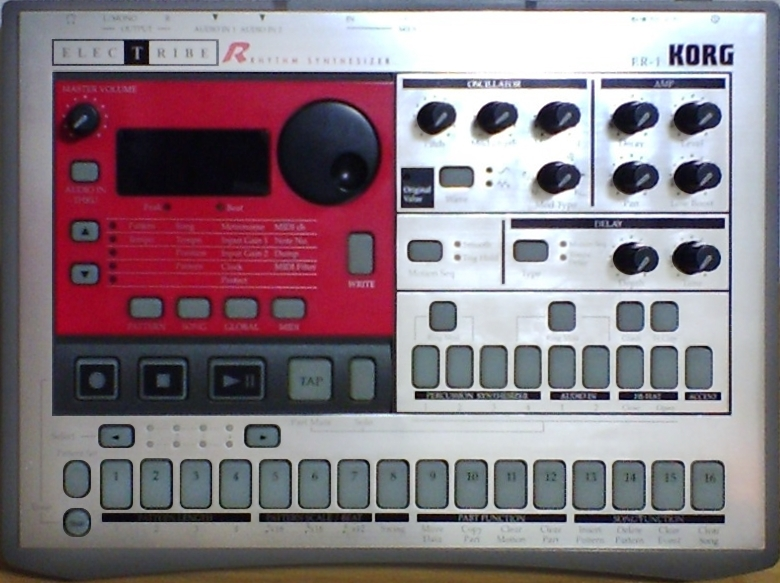
Electribe R (ER-1)

- EA-1: : Synthétiseur à modélisation analogique
- ER-1: Synthétiseur rythmique
- ES-1: Séquenceur sampler
- EM-1: Groove Machine

2ème generation
- EA-1 mkII: Synthétiseur rythmique
- ER-1 mkII: Synthétiseur rythmique

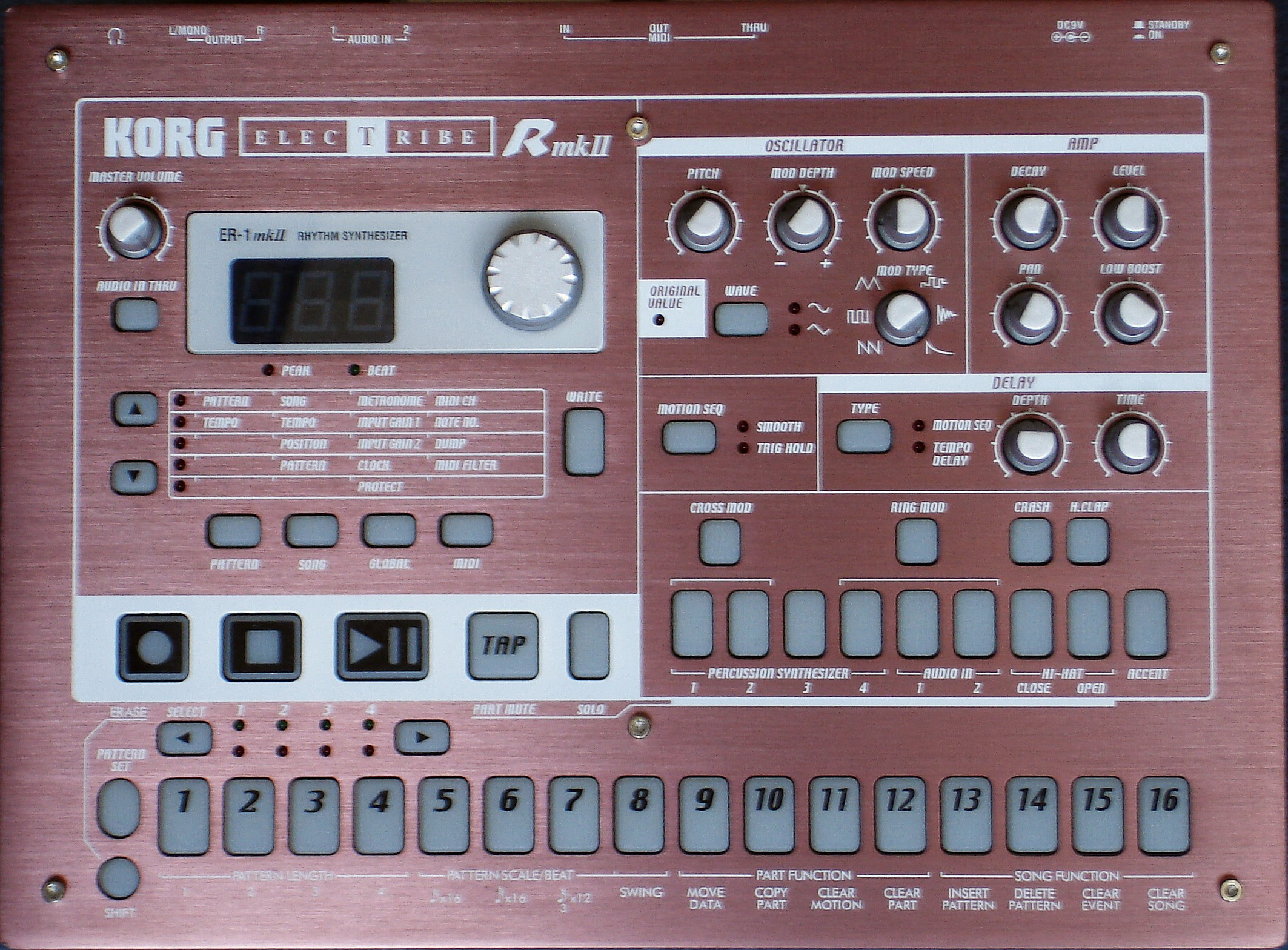
Electribe R mkII

- ES-1 mkII: Séquenceur sampler (L'utilisation du stockage Smart Media carte de taille maximale de 64 Mo)

3ème generation

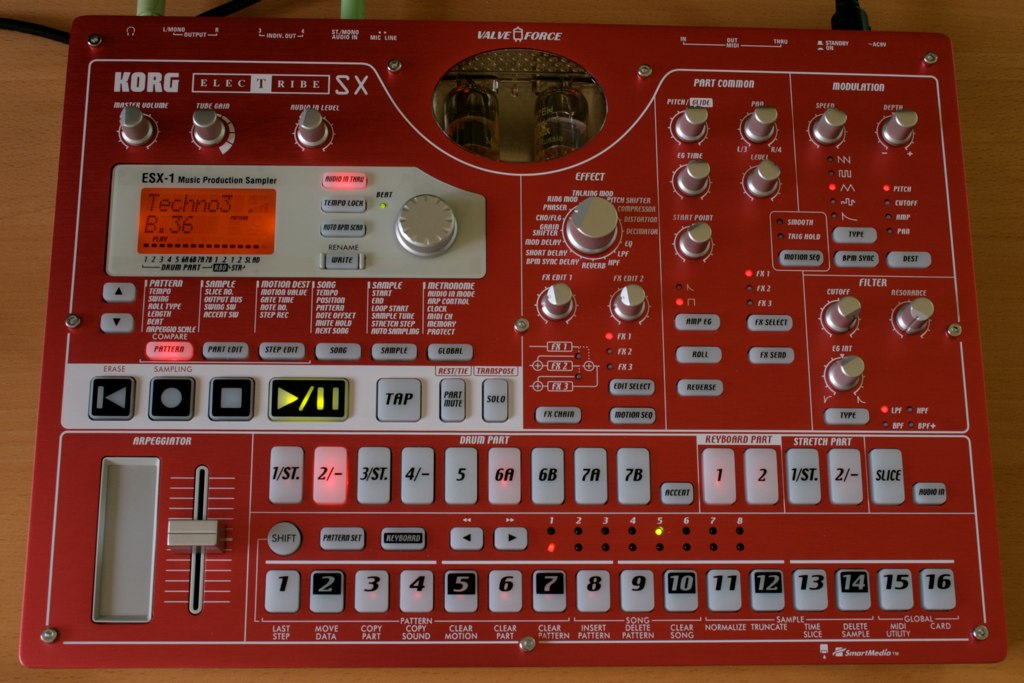
Electribe SX (ESX-1)

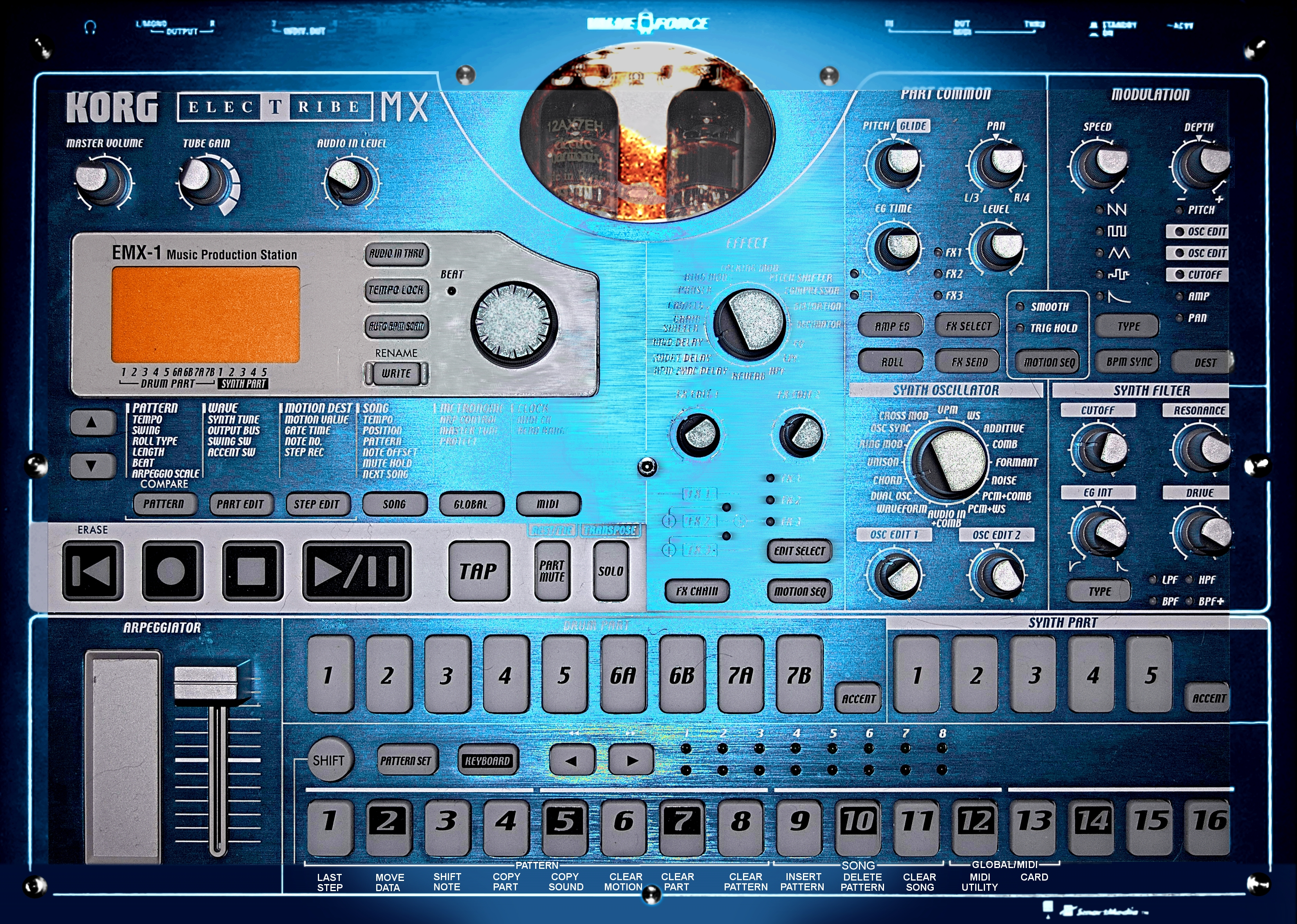
Electribe MX (EMX-1)

- ESX-1: Séquenceur sampler (avec stockage Smart Media )
- EMX-1: Séquenceur synth  (avec stockage Smart Media )
- ESX-1SD: Séquenceur sampler (Identique à l'ESX- 1, mais en utilisant Digital (SD ) de stockage sécurisé )
- EMX-1SD: Séquenceur synth (Identique à l'EMX- 1, mais en utilisant Digital (SD ) de stockage sécurisé )

4ème generation
- iElectribe: une application pour les iPad
- iElectribe Gorillaz édition: une application pour les iPad
- iElectribe for Iphone: une ER1 pour iphone
- Electribe-2: Sequenceur synth
- Electribe-2 Sampleur: Sequenceur sampler